# Le Morne-Vert
Le Morne-Vert  es una comuna francesa situada en el centro-oeste de Martinica. Tiene una población estimada, a inicios de 2022, de 1748 habitantes.

## Geografía
La localidad tiene una superficie de 13.4 km² y está ubicada a una elevación media de 432 metros sobre el nivel del mar.
Apodada "la pequeña Suiza antillana”, se encuentra al pie de las montañas Carbet (Pitons de Carbet), a las que los habitantes de la localidad llaman "Pitons du Morne-Vert".
Sus paisajes son de montañas (pitons) cubiertas de bosques tropicales.

## Demografía
|                       | 1710 | 1692 | 1751 | 1833 | 1934 | 1872 | 1869 | 1748 |
| según datos del INSEE |      |      |      |      |      |      |      |      |